# Аду Арес
Ма́льком Абдула́й Арес Джало́ (ісп. Malcom Abdulai Ares Djaló), також відомий просто як Аду Арес (ісп. Adu Ares; нар. 12 жовтня 2001, Більбао) — іспанський футболіст, нападник клубу «Атлетік» (Більбао), який на правах оренди виступав за «Реал Сарагосу».

## Клубна кар'єра
Почав займатися футболом в юнацьких клубах «Данок Бат», «Індаучу» і «Сантучу». В липні 2021 року приєднався до структури клубу «Атлетік» (Більбао) і був відправлений у фарм-клуб «Басконія» з Терсери Дивізіону RFEF (5-й дивізіон). Упродовж сезону 2021–22 був переведений до резервної команди з Прімери Федерасьйон, за яку дебютував 11 листопада 2021 року в матчі проти «Депортіво» (Ла-Корунья).
Влітку 2022 року був переведений до першої команди «Атлетіка» під час передсезонної підготовки. 12 серпня дебютував за основний склад «Атлетіка», вийшовши на заміну Іньякі Вільямсу в матчі Ла-Ліги проти «Мальорки». Частину сезону 2022–23 провів у Прімері Федерасьйон за резервну команду.  
1 листопада 2023 року забив свої перші голи за «Атлетік», відзначившись дублем у матчі першого раунду Кубка Іспанії проти «Рубі». 14 грудня 2023 року продовжив контракт з «Атлетіком» до 2027 року. У квітні 2024 року став володарем Кубка Іспанії, здобувши свій перший трофей з клубом.
30 серпня 2024 року на правах оренди перейшов у клуб Сегунди «Реал Сарагоса» до кінця сезону. 1 вересня дебютував за нову команду в матчі Сегунди проти «Мірандеса», вийшовши на заміну Пау Сансу. 29 жовтня 2024 року в поєдинку Кубку Іспанії проти «Оспіталета» забив свій перший гол за «Реал Сарагосу». 17 грудня 2024 року в матчі проти «Реал Ов'єдо» вперше відзначився м'ячем у Сегунді.

## Кар'єра в збірній
23 березня 2024 року дебютував за збірну Країни Басків, вийшовши в стартовому складі в товариському матчі проти збірної Уругваю.

## Особисте життя
Народився у Більбао, його мати баскійка, а батько — родом з Гвінеї-Бісау.

## Статистика виступів
Станом на 10 травня 2025
| Клуб              | Сезон             | Чемпіонат           | Чемпіонат | Чемпіонат | Кубок | Кубок | Єврокубки | Єврокубки | Всього | Всього |
| Клуб              | Сезон             | Дивізіон            | Матчі     | Голи      | Матчі | Голи  | Матчі     | Голи      | Матчі  | Голи   |
| ----------------- | ----------------- | ------------------- | --------- | --------- | ----- | ----- | --------- | --------- | ------ | ------ |
| Сантучу           | 2020–21           | Терсера Дивізіон    | 24        | 0         | —     | —     | —         | —         | 24     | 0      |
| Басконія          | 2021–22           | Терсера RFEF        | 15        | 2         | —     | —     | —         | —         | 15     | 2      |
| Більбао Атлетік   | 2021–22           | Прімера RFEF        | 19        | 6         | —     | —     | —         | —         | 19     | 6      |
| Більбао Атлетік   | 2022–23           | Прімера Федерасьйон | 28        | 4         | —     | —     | —         | —         | 28     | 4      |
| Більбао Атлетік   | 2023–24           | Сегунда Федерасьйон | 1         | 0         | —     | —     | —         | —         | 1      | 0      |
| Більбао Атлетік   | Всього            | Всього              | 48        | 10        | —     | —     | —         | —         | 48     | 10     |
| Атлетік (Більбао) | 2022–23           | Ла-Ліга             | 8         | 0         | 1     | 0     | —         | —         | 9      | 0      |
| Атлетік (Більбао) | 2023–24           | Ла-Ліга             | 12        | 0         | 5     | 2     | —         | —         | 17     | 2      |
| Атлетік (Більбао) | 2024–25           | Ла-Ліга             | 1         | 0         | 0     | 0     | 0         | 0         | 1      | 0      |
| Атлетік (Більбао) | Всього            | Всього              | 21        | 0         | 6     | 2     | 0         | 0         | 27     | 2      |
| → Реал Сарагоса   | 2024–25           | Сегунда Дивізіон    | 27        | 2         | 2     | 3     | —         | —         | 29     | 5      |
| Всього за кар'єру | Всього за кар'єру | Всього за кар'єру   | 135       | 14        | 8     | 5     | 0         | 0         | 143    | 19     |

## Досягнення
«Атлетік» (Більбао)
- Володар Кубка Іспанії: 2023–24[18]